# 45ª Mostra internazionale d'arte cinematografica di Venezia
La 45ª edizione della Mostra internazionale d'arte cinematografica di Venezia si è svolta a Venezia, Italia, dal 29 agosto al 9 settembre del 1988, sotto la direzione di Guglielmo Biraghi.

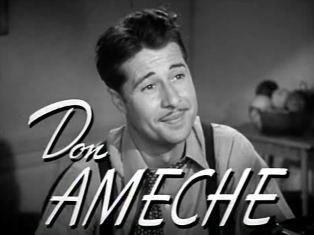
Don Ameche

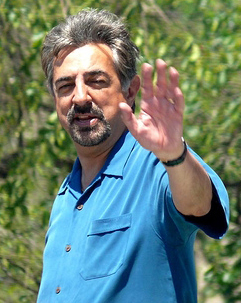
Joe Mantegna

Due ex aequo vennero assegnati nelle categorie delle migliori interpretazioni: Don Ameche e Joe Mantegna per Le cose cambiano e Isabelle Huppert per Un affare di donne e Shirley MacLaine per Madame Sousatzka: anche nell'edizione successiva (non senza polemiche) verranno premiati 4 attori nelle due Coppe Volpi.
In concorso furono presentati 22 film, tra cui Donne sull'orlo di una crisi di nervi (Mujeres al borde de un ataque de nervios) che mise in luce il talento dell'emergente Pedro Almodóvar e Paesaggio nella nebbia (Topio stin omichli), diretto da Theo Angelopoulos.
Il film che attirò le maggiori attenzioni e polemiche fu L'ultima tentazione di Cristo, opera di Martin Scorsese, presentata fuori concorso, ma l'"evento speciale" che suscitò più di tutti l'eco dei media fu la presentazione in anteprima di Chi ha incastrato Roger Rabbit, che sarebbe uscito nelle sale italiane il successivo Natale.
La retrospettiva fu dedicata all'opera di Pier Paolo Pasolini.

## Giuria e Premi
La giuria era così composta:
- Sergio Leone (presidente, Italia), Maria Julia Bertotto (Argentina), Klaus Eder (Germania), Hannah Fischer (Austria), Gilbert de Goldschmidt (Francia), Adoor Gopalakrishnan (India), Lena Olin (Svezia), Natalija Riazanceva (Unione Sovietica), Harry Dean Stanton (Stati Uniti d'America), Lina Wertmüller (Italia).

I principali premi distribuiti furono:
- Leone d'oro al miglior film: La leggenda del santo bevitore di Ermanno Olmi
- Leone d'argento: Campo Thiaroye (Camp de Thiaroye) di Ousmane Sembène e Thierno Faty Sow
- Coppa Volpi al miglior attore: Don Ameche e Joe Mantegna per Le cose cambiano (Things Change)
- Coppa Volpi alla miglior attrice: Isabelle Huppert per Un affare di donne (Une affaire de femmes) e Shirley MacLaine per Madame Sousatzka (Madame Sousatzka) (ex aequo)
- Premio Osella per la migliore sceneggiatura: Pedro Almodóvar per Donne sull'orlo di una crisi di nervi (Mujeres al borde de un ataque de nervios)
- Leone d'oro alla carriera: Joris Ivens

## Film in concorso
| - Dede Mamada, regia di Rodolfo Brandão - Qi Wang (t.l. Il re degli scacchi), regia di Teng Wenji - Un señor muy viejo con unas alas enormes (t.l. Un uomo molto vecchio con ali enormi), regia di Fernando Birri - Once More - Ancora (Encore - Once More), regia di Paul Vecchiali - Bruciante segreto (Burning Secret), regia di Andrew Birkin - Madame Sousatzka, regia di John Schlesinger - Paesaggio nella nebbia (Topio stin omihli), diretto da Theo Angelopoulos - Caro Gorbaciov, regia di Carlo Lizzani - La leggenda del santo bevitore, regia di Ermanno Olmi - Gli invisibili, regia di Pasquale Squitieri | - Niezwykia podroz Baltazara Kobera (t.l. L'insolito viaggio di Balthazar Kober), regia di ... - Tempos dificeis (t.l. Tempi difficili), regia di João Botelho - Campo Thiaroye (Camp de Thiaroyé), regia di Ousmane Sembène e Thierno Faty Sow - Donne sull'orlo di una crisi di nervi (Mujeres al borde de un ataque de nervios), regia di Pedro Almodóvar - Luces y sombras (t.l. Luci ed ombre), regia di Jaime Camino - Le cose cambiano (Things Change), regia di David Mamet - L'estate stregata (Haunted Summer), regia di Ivan Passer - The Moderns, regia di Alan Rudolph - A corps perdu (t.l. A corpo morto), regia di Léa Pool - Eldorado, regia di Geza Beremenyi - Cernij Monach (t.l. Il monaco nero), regia di Ivan Dikhovicnij |